# Natalja Voronina
Natalja Sergejevna Voronina (Russisch: Ната́лья Серге́евна Воро́нина) (Nizjni Novgorod, 21 oktober 1994) is een Russische schaatsster.

## Biografie
Het seizoen 2014/15 is het jaar van de internationale doorbraak van Voronina. Dankzij een reeks persoonlijke records bij het nationaal allroundkampioenschap, wist zij zich te plaatsen voor het EK allround. Bij dit in Tsjeljabinsk georganiseerde kampioenschap, debuteerde ze voor eigen publiek met een zevende plek. Op 13 november 2015 reed zij in Calgary een nationaal record op de 3000 meter; voor het eerst onder de vier minutengrens; 3.58,78. Ook behaalde Voronina driemaal brons bij de WK afstanden op de ploegenachtervolging in 2015, 2016 en 2017.
Op 10 december 2017 won Voronina voor de tweede keer de 3000 meter na maart 2016 in Heerenveen in het wereldbekercircuit. In Salt Lake City was ze veertienhonderdste sneller dan Martina Sáblíková. Zonder coach Pavel Abratkiewicz die door het IOC werd geweerd van de Olympische Winterspelen in Pyeongchang en Olga Graf die afzag van deelname was ze zonder haar coach en trainingsgezel aanwezig in Gangneung. Ze kon hier meetrainen met de Tsjechische selectie. Ook bij de loting werd ze gekoppeld aan een Tsjechische; ze won de bronzen medaille op de 5000 meter in een rechtstreeks duel met Sáblíková, bijgestaan door Sergej Klevtsjenja.
Op de WK afstanden van 2020 in Salt Lake City won zij het goud op de 5000 meter in een nieuw wereldrecord van 6.39,02. Zij was daarmee de eerste vrouw die onder 6.40 reed op een 5000 meter.
Voronina is getrouwd en haar man werkt als ijsbereidingsspecialist bij de ijsbaan in Kolomna. In juni 2022 kondigde ze aan dat ze een pauze zou nemen vanwege haar zwangerschap.

## Records

### Persoonlijke records
| Afstand    | Tijd    | Datum            | Baan           |
| ---------- | ------- | ---------------- | -------------- |
| 500 meter  | 39,66   | 7 november 2015  | Calgary        |
| 1000 meter | 1.18,85 | 28 februari 2015 | Kolomna        |
| 1500 meter | 1.55,58 | 3 december 2017  | Calgary        |
| 3000 meter | 3.54,06 | 9 maart 2019     | Salt Lake City |
| 5000 meter | 6.39,02 | 15 februari 2020 | Salt Lake City |

### Wereldrecords
| Nr. | Afstand    | Tijd    | Datum            | Baan           |
| --- | ---------- | ------- | ---------------- | -------------- |
| 1.  | 5000 meter | 6.39,02 | 15 februari 2020 | Salt Lake City |

|  | = huidig wereldrecord |

* = Geen officiële record-afstand voor vrouwen

## Resultaten
| Jaar | EK allround           | EK Afstanden          | WK Allround            | WK Afstanden                               | Olympische Spelen                   | Wereldbeker                        | WK junioren         |
| ---- | --------------------- | --------------------- | ---------------------- | ------------------------------------------ | ----------------------------------- | ---------------------------------- | ------------------- |
| 2014 |                       |                       |                        |                                            |                                     |                                    | 28e 1500m 16e 3000m |
| 2015 | 7e (9e, 8e, 8e, 6e)   |                       | NC14 (16e, 7e, 15e, -) | 13e 3000m · achtervolging · 15e massastart |                                     | 52e 1500m 20e 3k/5k 19e massastart |                     |
| 2016 | 5e · (8e, 5e, 10e, )  |                       | 7e (14e, 4e, 16e, 5e)  | 12e 3000m · 8e 5000m · achtervolging       |                                     | 15e 1500m · 3k/5k · 35e massastart |                     |
| 2017 |                       |                       | 6e (14e, 4e, 11e, 5e)  | 10e 3000m · 9e 5000m · achtervolging       |                                     | 20e 1500m 12e 3k/5k                |                     |
| 2018 |                       | 3000m · achtervolging |                        |                                            | 10e 3000m · 5000m                   | 18e 1500m · 3k/5k                  |                     |
| 2019 | 5e (9e, 4e, 7e, 4e)   |                       | 8e (16e, 5e, 15e, 6e)  | 3000m · 5000m · achtervolging              |                                     | 32e 1500m · 3k/5k                  |                     |
| 2020 |                       | 3000m                 | NC12 (15e, 7e, 10e, -) | 3000m · 5000m · 4e achtervolging           |                                     | 19e 1500m 4e 3k/5k                 |                     |
| 2021 | 4e · (12e, , 11e, 4e) |                       |                        | 7e 3000m · 5000m · achtervolging           |                                     | 3k/5k                              |                     |
| 2022 |                       | achtervolging         |                        |                                            | 11e 3000m 6e 5000m 4e achtervolging | 14e 3k/5k                          |                     |

(#, #, #, #) = afstandspositie op allroundtoernooi (500m, 3000m, 1500m, 5000m).